# LA to the Moon Tour
LA to the Moon Tour es la quinta gira de conciertos y tercera mundial de la artista estadounidense Lana Del Rey realizada con el objetivo de promocionar su quinto álbum de estudio Lust For Life (2017). La gira comenzó el 5 de enero de 2018 en el Target Center de Minneapolis y finalizó el 20 de abril de 2018 en el Palacio de Vistalegre de Madrid tal y como expresó Del Rey en una carta de agradecimiento redactada el 19 de abril de ese mismo año en la ciudad de Barcelona y posteriormente publicada en sus redes sociales.

## Antecedentes
Poco después del lanzamiento de Lust for Life, Del Rey se embarcó en una pequeña gira de conciertos promocionales en apoyo del álbum que consistía principalmente en presentaciones de festivales en Europa y América del Norte, así como en conciertos selectos en lugares íntimos de Londres, San Diego, Anaheim, San Francisco, Santa Bárbara y la ciudad de Nueva York, así como dos espectáculos menos íntimos en Liverpool y Glasgow. Estos espectáculos tuvieron lugar de julio a octubre de 2017, antes del LA to the Moon Tour.
El 19 de agosto de 2017, Del Rey compartió un video explicando que estaba planeando una gira mundial en apoyo de su reciente álbum, Lust for Life. El 11 de septiembre, Del Rey conoció a un admirador en Los Ángeles que le preguntó cuándo comenzaría la gira, y que ella respondió que comenzaría en enero de 2018. Poco después, el 21 de septiembre, Del Rey compartió un video para anunciar que lo haría. Develar una línea de mercancía al día siguiente y que cada persona que compró la mercancía reciba un código exclusivo de preventa para la gira. Al día siguiente, Del Rey vivió en Instagram para revelar su mercancía y discutir más detalles sobre la gira. La etapa norteamericana de la gira se anunció la semana siguiente el 27 de septiembre. El mismo día, Del Rey reveló que Jhené Aiko y Kali Uchis se unirían a ella como actos de apertura, y que se presentaría en múltiples festivales en América del Sur. Las entradas para el tramo de América del Norte se pusieron a disposición para la venta previa el 29 de septiembre, seguidas de una venta general el 2 de octubre. La gira incluirá espectáculos en América del Norte, América del Sur, Europa, Australia y Medio Oriente. El 16 de octubre de 2017, Del Rey anunció las fechas de los conciertos en Australia y Europa. Las entradas de dichas mangas se pusieron a la venta cuatro días después.
El 16 de enero de 2018, la cantante confirmó que el cantante americano Børns, con el que colaboró en el tema "God Save Our Young Blood" perteneciente al segundo trabajo discográfico de él, Blue Madonna, sería el encargado de abrir sus shows en Oceanía.

## Visuales
En una entrevista para MTV publicada el 31 de octubre de 2017, Del Rey expresó que quería crear un escenario para la gira que incorpore proyecciones de temática playera y estructuras en movimiento que se muevan dentro y fuera del escenario, así como accesorios de plantas que prevalecieron en el escenario para su Paradise Tour.

## Set list
Está Set List fue tocada en la primera fecha del tour el 5 de enero de 2018 en Minneapolis, Minnesota. No representa aun set list oficial.
1. "13 Beaches"
2. "Pretty When You Cry"
3. "Cherry"
4. "Scarborough Fair"
5. "Born to Die"
6. "Blue Jeans"
7. "White Mustang"
8. "Happy Birthday Mr. President / National Anthem"
9. "When The World Was At War - We Kept Dancing"
10. "Music to Watch Boys To"
11. "Lust for Life"
12. "Change"
13. "Black Beauty"
14. "Florida Kilos" (Solo interpretada el 23 de marzo de 2018 Bogotá, Colombia)
15. "Young and Beautiful"
16. "Ride"
17. "Video Games"
18. "Love"
19. "Ultraviolence"
20. "Summertime Sadness"
21. "Serial Killer"
22. "Off to the Races"

## Fechas
| Fecha                 | Ciudad               | País           | Recinto                    | Entradas vendidas / Disponibles | Recaudación |
| --------------------- | -------------------- | -------------- | -------------------------- | ------------------------------- | ----------- |
| América del Norte     |                      |                |                            |                                 |             |
| 5 de enero de 2018    | Minneapolis          | Estados Unidos | Target Center              | 14,550 / 14,550                 | $939,236    |
| 11 de enero de 2018   | Chicago              | Estados Unidos | United Center              | 13,515 / 13,515                 | $1,290,096  |
| 13 de enero de 2018   | Boston               | Estados Unidos | TD Garden                  | 13,297 / 13,297                 | $996,495    |
| 15 de enero de 2018   | Toronto              | Canadá         | Air Canada Centre          | 12,771 / 12,771                 | $1,062,700  |
| 17 de enero de 2018   | Detroit              | Estados Unidos | Little Caesars Arena       | 10,650 / 10,650                 | $797,997    |
| 19 de enero de 2018   | Newark               | Estados Unidos | Prudential Center          | 13,001 / 13,001                 | $1,565,985  |
| 21 de enero de 2018   | Filadelfia           | Estados Unidos | Wells Fargo Center         | 15,178 / 15,392                 | $1,517,664  |
| 23 de enero de 2018   | Columbus             | Estados Unidos | Value City Arena           | 12,184 / 12,674                 | $974,514    |
| 25 de enero de 2018   | Washington           | Estados Unidos | Capital One Arena          | 13,502 / 13,812                 | $1,651,036  |
| 26 de enero de 2018   | State College        | Estados Unidos | Bryce Jordan Center        | 9,289 / 9,553                   | $827,505    |
| 30 de enero de 2018   | Charlotte            | Estados Unidos | Spectrum Center            | 9,448 / 9,677                   | $824,082    |
| 1 de febrero de 2018  | Sunrise              | Estados Unidos | BB&T Center                | 12,941 / 13,270                 | $1,589,582  |
| 2 de febrero de 2018  | Orlando              | Estados Unidos | Amway Center               | —                               | —           |
| 5 de febrero de 2018  | Atlanta              | Estados Unidos | Philips Arena              | 12,275 / 12,275                 | $1,204,500  |
| 6 de febrero de 2018  | Nashville            | Estados Unidos | Bridgestone Arena          | 12,529 / 12,529                 | $1,872,874  |
| 8 de febrero de 2018  | Dallas               | Estados Unidos | American Airlines Center   | 12,929 / 13,365                 | $1,524,168  |
| 10 de febrero de 2018 | Houston              | Estados Unidos | Toyota Center              | 10,902 / 11,143                 | $968,366    |
| 11 de febrero de 2018 | Austin               | Estados Unidos | Frank Erwin Center         | 10,112 / 10,941                 | $967,280    |
| 13 de febrero de 2018 | Phoneix              | Estados Unidos | Talking Stick Resort Arena | 12,928 / 13,389                 | $1,462,153  |
| 15 de febrero de 2018 | San Diego            | Estados Unidos | Valley View Casino Center  | 10,979 / 11,267                 | $986,668    |
| 16 de febrero de 2018 | Las Vegas            | Estados Unidos | Mandalay Bay Events Center | 8,880 / 9,210                   | $894,687    |
| 28 de febrero de 2018 | Honolulu             | Estados Unidos | Waikiki Shell              | 7,959 / 8,026                   | $748,147    |
| Latinoamérica         |                      |                |                            |                                 |             |
| 17 de marzo de 2018   | Buenos Aires         | Argentina      | Hipódromo San Isidro       | Festival                        | Festival    |
| 18 de marzo de 2018   | Santiago             | Chile          | Parque O'Higgins           | Festival                        | Festival    |
| 22 de marzo de 2018   | Guadalajara (México) | México         | Auditorio Telmex           | Festival                        | Festival    |
| 23 de marzo de 2018   | Bogotá               | Colombia       | Parque Deportivo 222       | Festival                        | Festival    |
| 25 de marzo de 2018   | São Paulo            | Brasil         | Autódromo José Carlos Pace | Festival                        | Festival    |
| Oceanía               |                      |                |                            |                                 |             |
| 29 de marzo de 2018   | Brisbane             | Australia      | Riverstage                 | —                               | —           |
| 31 de marzo de 2018   | Melbourne            | Australia      | Sydney Myer Music Bowl     | —                               | —           |
| 2 de abril de 2018    | Sídney               | Australia      | Qudos Bank Arena           | 13,614 / 13,657                 | $1,215,120  |
| Europa                |                      |                |                            |                                 |             |
| 11 de abril de 2018   | Milán                | Italia         | Mediolanum Forum           | —                               | —           |
| 13 de abril de 2018   | Roma                 | Italia         | PalaLottomatica            | 8,190 / 8,190                   | —           |
| 16 de abril de 2018   | Berlín               | Alemania       | Mercedes-Benz Arena        | 13,329 / 13,849                 | $964,338    |
| 17 de abril de 2018   | Amberes              | Bélgica        | Sportpaleis                | —                               | —           |
| 19 de abril de 2018   | Barcelona            | España         | Palau Sant Jordi           | 13,918 / 14,214                 | $1,986,623  |
| 20 de abril de 2018   | Madrid               | España         | Palacio de Vistalegre      | 9,753 / 9,753                   | $690,784    |
| Total:                | Total:               | Total:         | Total:                     |                                 | $29,522,600 |

### Conciertos cancelados
| Fecha              | Ciudad      | País           | Lugar         | Motivo     |
| ------------------ | ----------- | -------------- | ------------- | ---------- |
| 9 de enero de 2018 | Kansas City | Estados Unidos | Sprint Center | Enfermedad |